# Semaine 16
D'après la norme ISO 8601, une semaine débute un lundi et s'achève un dimanche, et une semaine dépend d'une année lorsqu'elle place une majorité de ses sept jours dans l'année en question, soit au moins quatre. Dès lors, la semaine 16 est la semaine du seizième jeudi de l'année. Elle suit la semaine 15 et précède la semaine 17 de la même année.
La semaine 16 est pratiquement toujours la semaine du 19 avril, sauf exceptionnellement, dans le cas d'une année bissextile commençant un jeudi.
Elle commence au plus tôt le 12 avril et au plus tard le 19 avril.
Elle se termine au plus tôt le 18 avril et au plus tard le 25 avril.

## Notations normalisées
La semaine 16 dans son ensemble est notée sous la forme W16 pour abréger.
| Jour de la semaine 16 | Notation |
| --------------------- | -------- |
| Lundi                 | W16-1    |
| Mardi                 | W16-2    |
| Mercredi              | W16-3    |
| Jeudi                 | W16-4    |
| Vendredi              | W16-5    |
| Samedi                | W16-6    |
| Dimanche              | W16-7    |

## Cas de figure
| Cas | Le 31 décembre est… | L'année est une année… | Le seizième jeudi de l'année tombe… | La semaine 16 débute… | La semaine 16 s'achève… | Premier cas après 2008 |
| --- | ------------------- | ---------------------- | ----------------------------------- | --------------------- | ----------------------- | ---------------------- |
| 0   | Un vendredi         | bissextile DC          | Le 15 avril                         | Le lundi 12 avril     | Le dimanche 18 avril    | 2032                   |
| 1   | Un jeudi            | D ou ED                | Le 16 avril                         | Le lundi 13 avril     | Le dimanche 19 avril    | 2009                   |
| 2   | Un mercredi         | E ou FE                | Le 17 avril                         | Le lundi 14 avril     | Le dimanche 20 avril    | 2014                   |
| 3   | Un mardi            | F ou GF                | Le 18 avril                         | Le lundi 15 avril     | Le dimanche 21 avril    | 2013                   |
| 4   | Un lundi            | G ou AG                | Le 19 avril                         | Le lundi 16 avril     | Le dimanche 22 avril    | 2018                   |
| 5   | Un dimanche         | A ou BA                | Le 20 avril                         | Le lundi 17 avril     | Le dimanche 23 avril    | 2017                   |
| 6   | Un samedi           | B ou CB                | Le 21 avril                         | Le lundi 18 avril     | Le dimanche 24 avril    | 2011                   |
| 7   | Un vendredi         | C                      | Le 22 avril                         | Le lundi 19 avril     | Le dimanche 25 avril    | 2010                   |

1. 1 2 3  Dans ce cas, l'année compte une semaine 53.